# دویل (لوئیزیانا)
دویل (به انگلیسی: Deville) شهری در ایالت لوئیزیانا کشور ایالات متحده آمریکا است که جمعیت آن در سرشماری سال ۲۰۱۰ میلادی، ۱٬۷۶۴ نفر بوده‌است.